# Starogrčki jezik
Starogrčki (ISO 639-3: grc) je izumrli indoeuropski jezik koji se govorio od vremena antičke Grčke do uništenja Bizanta i preteča je modernog grčkog jezika. Sva klasična djela Homera, Herodota, Platona, Aristotela, itd. pisana su na grčkom jeziku. Izvornik biblijskoga Novoga zavjeta također je grčki.
Kroz povijest govorilo se nekoliko inačica, poimence
- arhajski (9. – 6. stoljeće pr. Kr.),
- klasični (5. – 4. stoljeće pr. Kr.),
- koiné iz helenističkog razdoblja (3. stoljeće pr. Kr. – 6. stoljeće), te
- srednjovjekovni odnosno bizantski grčki tijekom srednjeg vijeka (6. stoljeće – 1453.).

U užem smislu starogrčki jezik uključuje narječja koja su se govorila u arhajskom i klasičnom razdoblju.

## Razvoj
Porijeklo ranih oblika i rani razvoj grčkih narječja nije dobro poznat zbog nedostatka dokaza. Jedino potvrđeno narječje iz brončanog doba je mikenski grčki (1600. – 1100. pr. Kr.) koje se piše linearom B, preuzetim s Krete. Nakon toga dolazi razdoblje u kojemu nema pisanja, koje traje do osmog stoljeća pr. Kr., kada Grci prilagođavaju pismo od Feničana.
S invazijom Dorana 1120. pr. Kr. počinju se razvijati starogrčka narječja. U klasičnome razdoblju jezik se dijeli na:
- Zapadnu grupu: dorsko i ahajsko,
- Središnju grupu: eolsko i arkadociparsko, te
- Istočnu grupu: jonsko i atičko.

Arkadociparsko narječje najsličnije je mikenskom grčkom toliko da ga neki smatraju ostacima mikenske Grčke.
Dorsko narječje prostiralo se od južnog Peloponeza do Krete i južnih grčkih otoka te dorskih kolonija u južnoj Italiji i Siciliji. Smatra se da ahajska i sjeverozapadna narječja također spadaju u dorsku skupinu.
Jonsko narječje je steklo prestiž između grčkih govornika zbog svoje povezanosti s jezikom Homerovih i Herodotovih djela. Homerova djela zapisana su homerskim grčkim koji se sastojao uglavnom od starojonskog s posuđenicama iz susjednog eolskog narječja, a jezično je blizak atičkome narječju kojime se govorilo u Ateni. Reforme pisanja provedene su u Ateni 403. pr. Kr., pri čemu je stari atički alfabet zamijenjen jonskom verzijom koju je koristio grad Milet. Ovo pismo je kasnije postalo standardni grčki alfabet.
Atički grčki bio je prestižno narječje kojim se govorilo u Atici i Ateni. Od ostalih narječja je najsličnije kasnijim oblicima grčkog. Ponekad je uvršteno u istu skupinu s jonskim narječjem. Utjecaj atičkog širi se zajedno s kulturnim utjecajem Atene (klasični grčki).
S osvajanjima Aleksandra Velikog u 4. stoljeću pr. Kr. atički grčki se širi na nova područja i pojednostavljuje, te se pretvara u koiné (Κοινή), zajednički jezik istočnog Sredozemlja. Ostaje dominantan jezik i nakon širenja Rimskog Carstva na ta područja, pa je grčkom koiné napisan i biblijski Novi zavjet. Koiné se kasnije postupno pretvara u srednjovjekovni odnosno bizantski grčki.

## Fonologija
Antički grčki imao je kompleksan sustav samoglasnika koji su razlikovali duljinu, a postojala je i razlika između poluotvorenih i poluzatvorenih samoglasnika. Osim toga, postojali su i dvoglasi. Ovdje su samoglasnici u međunarodnoj fonetskoj abecedi:
|              | Prednji   | Prednji | Stražnji |
| nezaobljeni  | zaobljeni |         | Stražnji |
| ------------ | --------- | ------- | -------- |
| Zatvoreni    | /i/ ῐ     | /y/ ῠ   | /u/ υ    |
| Poluotvoreni | /e/ ε     |         | /o/ ο    |
| Otvoren      | /a/ ᾰ     | /a/ ᾰ   | /a/ ᾰ    |

|               | Prednji   | Prednji   | Stražnji |
| nezaobljeni   | zaobljeni |           | Stražnji |
| ------------- | --------- | --------- | -------- |
| Zatvoreni     | /iː/ ῑ    | /yː/ ῡ/υι | /uː/ ου  |
| Poluzatvoreni | /eː/ ει   |           | /ɔː/ ω   |
| Poluotvoreni  | /ɛː/ η    |           | /ɔː/ ω   |
| Otvoreni      | /aː/ ᾱ    | /aː/ ᾱ    | /aː/ ᾱ   |

Imao je i tri tipa naglasaka: akut (uzlazan), cirkumfleks (uzlazan, a onda silazan) te gravis (uzlazan, ali slabije nego akut, mogao se pojaviti samo na kraju riječi).
Suglasnički je sustav uključivao tri vrste ploziva: bezvučne, aspirirane bezvučne i zvučne. Ovdje je suglasnički sustav:
|             |            | Labijalni | Koronalni | Palatalni | Velarni | Glotalni |
| ----------- | ---------- | --------- | --------- | --------- | ------- | -------- |
| Ploziv      | aspirirani | pʰ        | tʰ        |           | kʰ      |          |
| Ploziv      | bezvučni   | p         | t         |           | k       |          |
| Ploziv      | zvučni     | b         | d         |           | ɡ       |          |
| Nazal       | Nazal      | m         | n         |           | (ŋ)     |          |
| Frikativ    | bezvučni   |           | s         |           |         | h        |
| Frikativ    | zvučni     |           | (z)       |           |         |          |
| Vibrant     | bezvučni   |           | (r̥)       |           |         |          |
| Vibrant     | zvučni     |           | r         |           |         |          |
| Aproksimant | bezvučni   |           | l̥*        |           | ʍ*      |          |
| Aproksimant | zvučni     |           | l         | j*        | w*      |          |

## Gramatika
Antički grčki bio je jako flektivan jezik čije su imenske riječi (imenice, pridjevi, zamjenice i brojevi) razlikovale tri roda (muški, ženski i srednji), tri broja (jednina, dvojina i množina) te pet padeža (nominativ, akuzativ, genitiv, dativ i vokativ). Osim toga, postojale su i tri deklinacije, ovdje je primjer deklinacije imenice φιλία 'prijateljska ljubav, prijateljstvo' s određenim članom:
| Padež     | Singular               | Dual                       | Plural                     |
| --------- | ---------------------- | -------------------------- | -------------------------- |
| Nominativ | ἡ φιλίᾱ hē philíā      | τὼ φιλίᾱ tṑ philíā         | αἱ φιλίαι hai philíai      |
| Genitiv   | τῆς φιλίᾱς tês philíās | τοῖν φιλίαιν toîn philíain | τῶν φιλιῶν tôn philiôn     |
| Dativ     | τῇ φιλίᾳ têi philíāi   | τοῖν φιλίαιν toîn philíain | ταῖς φιλίαις taîs philíais |
| Akuzativ  | τὴν φιλίᾱν tḕn philíān | τὼ φιλίᾱ tṑ philíā         | τᾱ̀ς φιλίᾱς tā̀s philíās     |
| Vokativ   | φιλίᾱ philíā           | φιλίᾱ philíā               | φιλίαι philíai             |

Grčki su glagoli još kompleksniji jer razlikuju:
- tri lica (govornik, sugovornik, negovornik)
- tri broja (jednina, dvojina, množina)
- četiri načina (indikativ, konjunktiv, optativ, imperativ)
- tri vida/aspekta (prezent (odgovara nesvršenom vidu u hrvatskom), aorist (svršenom vidu) i perfekt (nema ekvivalenta, po funkciji sličan engleskim perfect vremenima))
- sedam vremena (prezent, imperfekt, futur, futur perfektni, aorist, perfekt, pluskvamperfekt)
- tri stanja (aktiv, pasiv, mediopasiv).[1]

Primjer je konjugacija u indikativu prezenta aktivnog glagola λύω 'razmrsim':
|           | jednina | jednina | jednina | dvojina | dvojina | množina | množina | množina   |
| 1.        | 2.      | 3.      | 2.      | 3.      | 1.      | 2.      | 3.      |           |
| --------- | ------- | ------- | ------- | ------- | ------- | ------- | ------- | --------- |
| indikativ | λῡ́ω     | λῡ́εις   | λῡ́ει    | λῡ́ετον  | λῡ́ετον  | λῡ́ομεν  | λῡ́ετε   | λῡ́ουσι(ν) |

## Poveznice
- Moderni grčki jezik
- Grčki prefiksi
- Grecizam

## Vanjske poveznice
- Ethnologue (14th)
- Ethnologue (15th)
- Ethnologue (16th)